# She Loves You
She Loves You – singel i piosenka Johna Lennona i Paula McCartneya, nagrana przez zespół The Beatles w 1963 roku. Na stronie B znajdowała się piosenka I'll Get You. Był  to pierwszy singiel, w którym nazwisko Lennona poprzedziło McCartneya; dotychczasowe produkcje firmowane były McCartney/Lennon. Piosenka osiągnęła pierwsze miejsce na brytyjskiej liście przebojów, przebywając na niej nieprzerwanie 31 tygodni, a z powrotami 36. She Loves You znalazło się na pierwszym miejscu amerykańskiej listy przebojów jako druga, po "I Want To Hold Your Hand" piosenka zespołu. W 1963 roku był to najlepiej sprzedający się singel w Wielkiej Brytanii, a 1 890 tys. sprzedanych egzemplarzy daje mu siódme miejsce na brytyjskiej liście wszech czasów.
W 2004 utwór został sklasyfikowany na 64. miejscu listy 500 utworów wszech czasów magazynu Rolling Stone.

## Słowa
Słowa piosenki są monologiem piosenkarza wygłoszonym w drugiej osobie do nieokreślonego rozmówcy (przez „ty”), informującym go o uczuciach dziewczyny, w które ów mężczyzna już nie wierzy. Użycie oryginalnej formy monologu w drugiej osobie, nie stosowanej dotychczas w piosenkach, spowodowało atrakcyjność słów dla słuchacza, który mógł odebrać przekaz jako skierowany bezpośrednio do niego. Pojawiające się slangowe yeah yeah yeah dały poczucie słuchaczowi, że Beatelsi to chłopaki z sąsiedztwa, ktoś z tego samego pułapu. Zawołanie to szybko stało się szlagwortem szeroko wykorzystywanym w twórczości rockandrollowej.

## Nagranie
Utwór nagrano 1 lipca 1963 na magnetofonie dwuścieżkowym w wersji stereo, jednak taśma z nagraniem zaginęła. Na singlu piosenka jest w wersji monofonicznej. Na życzenie niemieckiego oddziału EMI, piosenka została również nagrana w wersji niemieckiej pod tytułem Sie liebt dich, a nagrania dokonano 29 stycznia 1964.